# وزارة حقوق الإنسان (العراق)
وزارة حقوق الإنسان العراقية هي إحدى الوزارات العراقية المشكلة للحكومة العراقية تأسست الوزارة بموجب أمر سلطة الائتلاف رقم 60 لسنة 2003 مع تشكيل الحكومة العراقية الأولى (حكومة مجلس الحكم) بعد سقوط نظام صدام حسين في العام نفسه. تهتم الوزارة بحقوق المواطن العراقي إضافة إلى ملف السجون وضحايا النظام السابق والمقابر الجماعية.
ألغيت الوزارة في 16 آب 2015.

## وزراء حقوق الإنسان (2003 - حتى 2015)
- د.عبد الباسط الحديثي (2003-2004)
- د.بختيار أمين (2004-2005)
- د.نرمين عثمان (2005-2006)
- د.وجدان سالم (2006-2010)
- د.محمد شياع السوداني (2010-2014)
- د.محمد مهدي البياتي (2014-16 آب 2015)

## تشكيلات الوزارة
- الوزير
- وكيل الوزارة للشؤون الأدارية والمالية
- وكيل الوزارة لشؤون الدراسات
- المفتش العام
- المركز الوطني لحقوق الإنسان
- دائرة الشؤون الإنسانية
- دائرة رصد الأداء وحماية الحقوق
- دائرة العلاقات والتعاون الدولي
- الدائرة الادارية والمالية
- الدائرة القانونية
- دائرة شؤون المحافظات
- دائرة المركز الإعلامي